# Oficina ejecutiva
El término oficina ejecutiva se viene utilizando desde finales de 1990, si bien su origen no se le atribuye a una persona específica, si es una época donde nacieron varias empresas que empezaron a ofrecer este servicio en Australia, Estados Unidos y en Europa; hay varias definiciones como oficinas equipadas, suites de oficinas, oficinas amobladas y centros de negocios.
Normalmente una empresa compra o renta pisos enteros en edificios comerciales, estas empresas a su vez dividen el espacio en varias oficinas privadas, las amueblan y equipan con todos los servicios necesarios. Estos espacios son rentados por periodos más cortos que los tradicionales y oscilan entre meses o periodos anuales. Los arrendatarios no solo tienen acceso a sus oficinas sino a los espacios comunes como cocinas, lobby, baños, salones de conferencias, etc. 
Las oficinas ejecutivas ofrecen múltiples servicios que varían según el proveedor:
- Internet y servicios de telecomunicaciones.
- Acceso a salas de reuniones.
- Recepcionista y personal administrativo.
- Parqueadero.
- Equipos para video proyecciones.
- Servicios de notariado.
- Servicios de mensajería.
- Servicio de conserjería.
- Acceso a fotocopiadora, fax y soporte técnico.
- Acceso a gimnasios y zonas deportivas.

Mientras que una oficina tradicional tiene tarifas basadas en tamaño (precio por metro o pie cuadrado),  las oficinas ejecutivas cobran por el paquete completo dependiendo de la cantidad de usuarios que habrá en la oficina.

## Historia
Desde hace décadas se ofrecen subarriendos por personas que tenían espacio de sobra. Pero es desde 1978 que una empresa se constituyó formalmente para ofrecer oficinas amuebladas. 
El empresario Alf Moufarrige estaba en proceso de empezar un proyecto nuevo pero los sobrecostos de tener una oficina propia eran muy altos, por lo cual decidió ofrecer estos servicios el mismo a otros emprendedores y fue así como fundo Servcorp en la ciudad de Sídney en 1978, la primera empresa en ofrecer espacios amoblados. Para 1999 Servcorp salió a la bolsa de valores de Australia, donde actualmente se negocian sus acciones. Para enero del 2012 tenía presencia en 23 países (ninguno en Suramérica) y contaba con 130 centros de oficinas. 
Una década después el empresario Inglés Mark Dixon, durante un viaje de negocios a Bruselas tuvo dificultad en encontrar una oficina temporal y noto como otros ejecutivos no tenían más opción que trabajar desde su habitación de hotel, fue así como fundo Regus. Su primer centro de negocios fue en Bruselas y en 1994 ingreso al mercado Suramericano con un centro en Sao Paulo y para el año 2000 hizo su salida a la bolsa de valores de Londres donde actualmente se negocian sus acciones. Los 1100 centros en 85 países lo convierten en líder de la industria de oficinas amobladas. 
A principios de 1990 los centros ejecutivos empezaron a ofrecer oficinas virtuales, debido al aumento de profesionales que para la época estaban trasladando sus oficinas a sus hogares pero necesitaban un lugar para tener reuniones.
Debido al auge de los centros de negocios, a principios de 1990 se creó la Asociación Global de Espacios de Trabajo anteriormente conocida como Asociación de Centros de Negocios de Oficinas (OBCAI por sus siglas en inglés) que actualmente no solo agrupa a quienes ofrecen oficinas ejecutivas, sino también a quienes servicios complementarios y a profesionales de bienes raíces ligados a la industria en más de 35 países. 
Gracias a la asociación, la industria se ha desarrollado al punto de tener revistas especializadas, portales dedicados exclusivamente a rentar oficinas ejecutivas, software corporativo para centros de negocios así como reuniones locales y congresos anuales en diferentes países.
Recientemente y gracias al fuerte crecimiento de emprendedores jóvenes, especialmente en sectores tecnológicos, las oficinas ejecutivas han adaptado sus espacios para ofrecer espacios de trabajo cooperativo.